# منصور ديا
منصور ديا (بالفرنسية: Mansour Dia) هو منافس ألعاب قوى سنغالي، ولد في 27 ديسمبر 1940، وتوفي في 28 مايو 1999.

## وصلات خارجية
- منصور ديا على موقع الاتحاد الدولي لألعاب القوى (الإنجليزية)
- منصور ديا على موقع اللجنة الأولمبية الدولية (الإنجليزية)
- منصور ديا على موقع أوليمبيديا (الإنجليزية)